# Heinrich von Melk
Heinrich von Melk est un auteur médiéval allemand du XIIe siècle, considéré[réf. nécessaire] comme un des représentants de la littérature en moyen haut-allemand, notamment comme auteur de satires.

## Œuvres
- Von des todes gehugde - Vom Priesterleben[1]